# Нова Рода
Нова Рода (грч. Νέα Ρόδα, Неа Рода) је приморско насељено место у општини Аристотел у периферији Средишња Македонија, Грчка. Према попису из 2021. године било је 1.180 становника. Налази се поред неакадшњег канала (Ксерксов канал) који је прокопао персијски краљ Ксеркс I за пролаз његових бродова у походу на античку Грчку.
Насеље је раније било манастирски метох који је на поису из 1913. године имао 21 житеља. Године 1924. ту је подигнуто ново насеље где је насељено 79 грчких избегличких породица из места Нарли (Рода) у вилајету Баликесир, Турска. На попису из 1928. године Нова Рода је имала 298 становника. Сматра се за највеће избегличко насеље северног Халкидикија. Село се раније звало Метох Провлака.